# 凱斯·埃爾斯
凱斯·埃爾斯（英語：Keith Earls；1987年10月2日—）是一位愛爾蘭橄欖球運動員。他是愛爾蘭國家橄欖球隊的一員，代表愛爾蘭參加了2015年世界盃橄欖球賽。